# Torcy-le-Grand (Senna Marittima)
Torcy-le-Grand è un comune francese di 727 abitanti situato nel dipartimento della Senna Marittima nella regione della Normandia.

## Società

### Evoluzione demografica
Abitanti censiti